# Nyai Loro Kidul

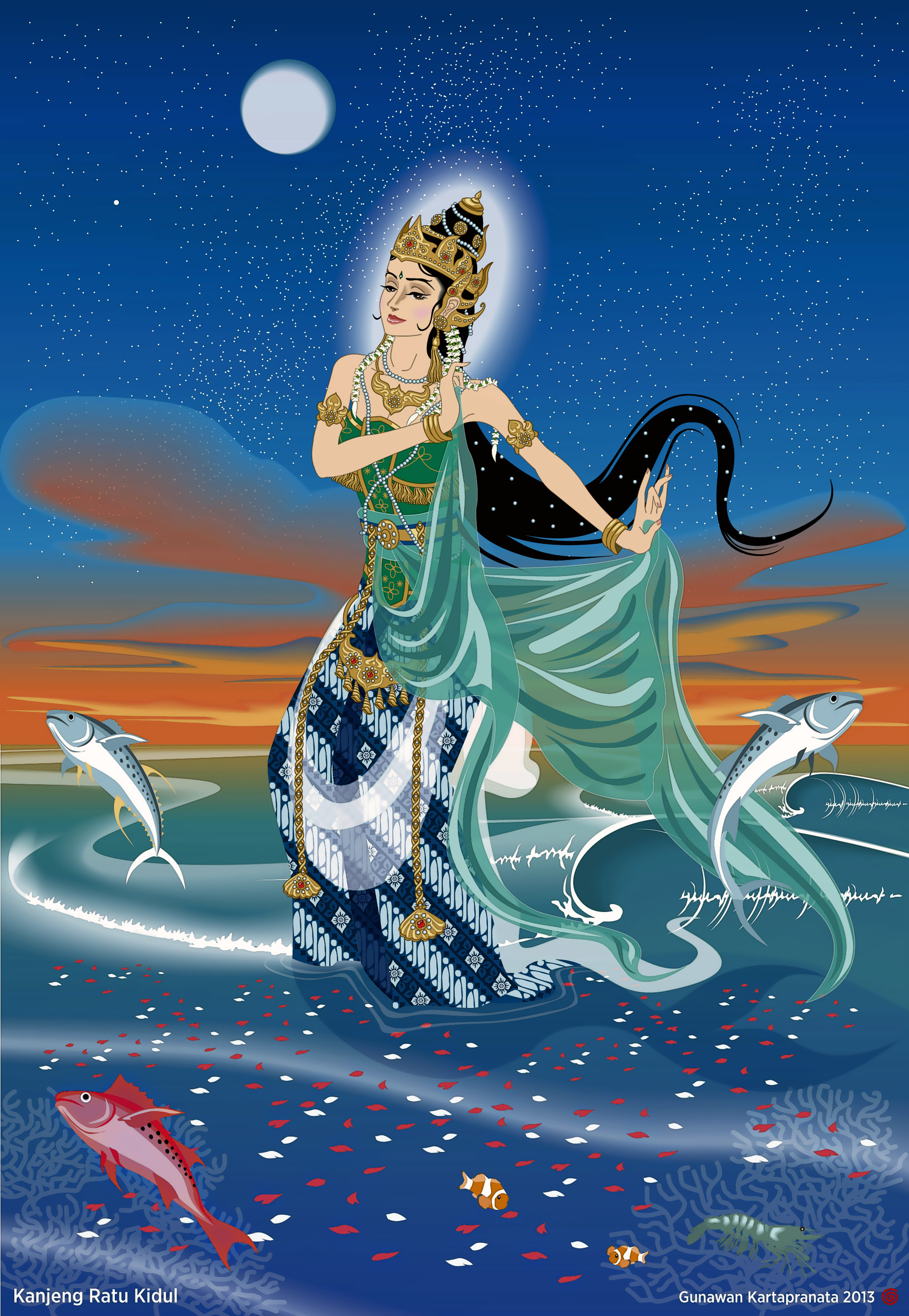
Nyai Loro Kidul

Nyai Loro Kidul wordt ook Nyi Roro Kidul en Ratu Kidul genoemd; meerdere namen worden haar toegeschreven en zij wordt beschouwd als de meest belangrijke godin van Java in Indonesië. Haar karakter is van een zeer complexe aard die onder het fenomeen godin geplaatst kan worden. De vertaling van haar naam luidt Koningin van het Zuiden of de Zuidzee Godin; de Zuidzee is (de Indische Oceaan of Samudra Kidul) in de Javaanse en Soendanese mythologie. Er is hoewel weinig over haar bekend, ook daar de overleveringen veelal mondeling zijn doorgegeven op Java.

## Namen

### Koningin Der Zuidzee
De verschillende namen van Nyai Loro Kidul geven de diversiteit aan van haar oorsprong in verschillende overleveringen, sagen, legenden en mythen. Zoals Ratu Laut Selatan (Koningin der Zuiderzee, waarmee de Indische Oceaan mee wordt aangeduid) en Dewi Pantai Selatan (Godin van het Zuiderstrand).

### Ratu Kidul
Vele Javanen geloven in het aanroepen van haar door verschillende eretitels te gebruiken, zoals Gusti (Vrouwe/Heer voor hoog adellijken) en Kangjeng (hoogedele). Derhalve wordt met eerbied geschreven over de Gusti Kangjeng Ratu Kidul. Het meer populaire nyai betrof oorspronkelijk een eretitel voor een oudere en fatsoenlijke vrouw (zoals in nyai ageng of nyai nenek). Veel later verkreeg de nyai de vertaling voor een bijvrouw. De nyai werd een populaire uitdrukking gedurende de Nederlandse overheersing in het voormalige Nederlands-Indië. Zij was de inheemse huishoudster van menig Nederlander die haar als een bijvrouw in huis nam en zijn levensgezelling werd.
Intimi of zij die intiem met haar zijn noemen haar ook Eyang, wat "grootmoeder" betekent. In het algemeen wordt er over de Ratu (koningin) gepraat die uit het Zuiden (kidul in het Javaans of selatan in het Bahasa Indonesia) komt.

### Nyi Roro & Nyai Loro
De naam loro betekent letterlijk twee - 2, en is lang geleden in de naam van de mythen over de Spirit-Koningin geslopen die geboren werd als een hemelschoon meisje of een maagdelijk wezen. Het Oud-Javaanse woord hiervoor is rara (maagd), geschreven als rårå, (later verbasterd tot roro). In de loop der tijden veranderde het Oud-Javaanse rara op onbegrijpelijke wijze in het Nieuw-Javaanse lara, geschreven als lårå (met de betekenis van ziek, ook hartzeer of lijden en door de Nederlanders geschreven als loro). Een "ziekte" bleek debet aan het bestaan van de nyai, die naast de Oud-Javaanse Nyi Rara het Nieuw-Javaanse Nyai Lara (Njai Loro) erbij kreeg.

### Ratu Gelang Kencana
In Soenda, West-Java, wordt de naam Ratu Gelang Kencana nog steeds gebruikt. Dat is meer symbolisch voor de Koningin die Gouden Armbanden (Gelang Kencana) draagt en door deze ringen of armbanden vastgeklonken is aan iets. Legenden verhalen over de zeespiegel die haar gevangen houdt in de oceaan.

## Beschrijving

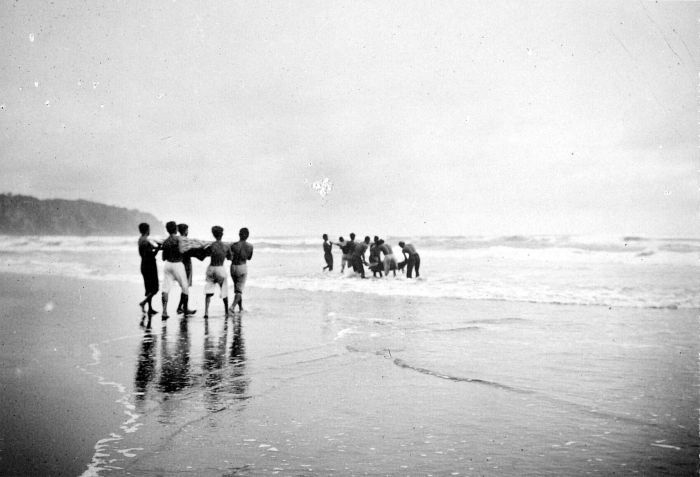
Groepjes mannen brengen klerenoffers aan de godin van de Zuidzee op de kroondag van de Sultan van Djogja, Wereldmuseum Amsterdam

### Zeemeermin
Nyai Loro Kidul wordt wel uitgebeeld als een zeemeermin die ofwel een zeemeerminstaart heeft, of het onderlichaam van een slang vertoont. Deze mythische wezens nemen de ziel wanneer er materiële zaken worden verlangd. Het mythische zeewezen Nyai Blorong (die lijkt op een zeeslang met het bovenlichaam van een vrouw) sleurt iedereen mee naar de diepten van de oceaan, alwaar haar paleis gebouwd is uit de beenderen van deze meestal uit mannen bestaande slachtoffers. Zij wordt vaak de "dochter van Nyai Loro Kidul" genoemd.

### Zee-aspect
Nyai Loro Kidul of Ratu Kidul is de heerseres over de enorme golvenzee van de Indische Oceaan. Zij wordt beschouwd als de spirituele koningin of gade van de Soesoehoenan van Solo/Surakarta en de Sultan van Jogjakarta, wat overeenkomt met de meridiaan of aslijn van de Indische Oceaan met de vulkaan Merapi en de Sultanaten Solo/Surakarta en Jogjakarta. Zij is het zee-aspect die met de vulkaan en de 2 sultanaten in directe verbinding staat.

### Naga
Soms wordt Nyai Loro Kidul letterlijk als een "naga" beschouwd, ofwel een mythische slang. Zij wordt met slangen geassocieerd hoewel dit idee vermoedelijk ontwikkeld werd doordat enkele overleveringen gaan over een prinses van het Pajajaran Koninkrijk op West-Java. Deze prinses leed aan lepra dat leek op een wittige huid als van een slang. Het ligt voor de hand dat dit gegeven over de Nyai Loro Kidul in de meeste mythen worden gelinkt met het verwisselen van een slangenhuid.

### Schoonheid
Doch het is bovenal de schoonheid van de Javaanse Godin die overal populair werd en waardoor vooral Soendanese en Javaanse prinsessen zich vergeleken met de Godin door de mogelijkheid om zich een paar keer per dag van uiterlijk te veranderen. Nyai Loro Kidul spant de kroon door zich negen keer per dag te kunnen veranderen, wat in oude mythen, sagen en legenden een absolute top is. Dat verklaart het schoonheidsmotief op Java.

## De legende
Prinses Dewi Kadita
Eens, lang geleden, was de Koningin van de Zuidelijke Oceaan een lief en innemend meisje. Zij was de dochter van Praboe Moending Wangi, de lieveling van de koninklijke hofhouding en de lokale bevolking. Haar koninklijke vader was zeer gesteld op zijn dochter. Zelfs de vogeltjes hielden van haar. Haar naam was Dewi Kadita, maar velen noemden haar Dewi Srengege of Prinses van de Zon. Zij was als een zonnestraaltje.
Praboe Moending Wangi verlangde naar een troonopvolger. Helaas kon de moeder van Dewi Kadita niet aan deze wens voldoen.
De koning nam daarom een tweede vrouw, die heel jaloers was op het lieftallige prinsesje en haar moeder. Zij heette Poetri Moentiara en drong er bij de koning op aan om haar beide rivalen van het hof te verwijderen. Maar Praboe Moending Wangi voelde daar niets voor. Hij hield van zijn eerste vrouw en zijn dochtertje. Zijn tweede vrouw schonk hem weliswaar een gezonde troonopvolger, maar de vorst hield voet bij stuk.
Toen liet Poetri Moentiara de beroemde heks Djahil bij zich komen. De heks zou vorstelijk beloond worden indien Dewi Kadita en haar moeder zouden worden verbannen. Djahil concentreerde zich en sprak toen de Rapal (toverspreuk) uit: "Jullie beiden zullen door melaatsheid worden getroffen". Niet lang daarna openbaarde deze vreselijke ziekte zich bij moeder en dochter. Volgens de wet van het rijk moesten beiden worden verbannen naar de woeste bossen op de hoge bergen. Met bloedend hart voldeed vorst Moendang Wangi aan deze wet. En daar gingen beide mensen overdekt met vreselijke zweren op weg naar het woeste woud. In het hele land heerste grote verslagenheid, behalve bij de tweede echtgenote van de koning, Poetri Moentiara, die haar doel had bereikt.
Er braken zware tijden aan voor ons prinsesje. Zelfs de vogeltjes wilden niet meer bij haar komen. In het woud woonde een tap (kluizenaar), die zich over moeder en dochter ontfermde. De vorstin kon de schande van de verbanning en de pijn van de kwaal niet verwerken en gaf na enige dagen de geest. Toen was Dewi Kadita moederziel alleen. Echter de kluizenaar hielp haar, zorgde voor voedsel en huisvesting in een tempelgrot.
Hij verzorgde haar etterende wonden, maar kon haar geestelijk lijden niet verzachten. Dewi Kadita raakte steeds meer verbitterd en verliet de kluizenaar. Zij trok van dorp naar dorp in de richting van het Zuiderstrand. Zij bedelde om voedsel, maar werd meestal weggejaagd vanwege haar melaatsheid. Dewi Kadita ging de mensen haten. Overal hoorde het meisje boze woorden: "Ga weg van ons, onreine, je mag ons niet besmetten. Scheer je weg vies mens!".
Al verder en verder ging Dewi Kadita, tot zij ten slotte het strand van de Zuidelijke Oceaan bereikte. Zij ging op een hoge rots staan en keek naar de wijde zee. Het diepgroene en soms blauwe water nodigde haar uit naar beneden te springen. In de koelte van het water zou zij haar zorgen en pijnen kunnen vergeten. En plotseling sprong het prinsesje van de rots af in de koude armen van de diepe oceaan.
De goden hadden haar moeilijke levenspad gevolgd en werden vervuld van diep medelijden. Daarom veranderden zij Dewi Kadita in de machtige Ratu Kidul, die nog steeds woont in haar prachtige onderzeese paleis.
(literatuur J.C. Lamster - Droste Album - deel 1 - 1934, bewerkt door Ruud Greve)
Een uitgebreide versie van deze legende is te vinden in "Javaansche Sagen Mythen en Legenden" van Jos. Meijboom-Italiaander.

## Geschiedenis
Nyai Loro Kidul wordt voor zover bekend niet in historische berichten vernoemd, hetzij als de "onzichtbare gade van de Javaanse Vorsten". Het was Panembahan Senopati Ingalaga (1586-1601 AD), de stichter van het Mataram Rijk, en zijn kleinzoon Sultan Agung (1613-1645 AD) die de Kanjeng Ratu Kidul vernoemen als hun bruid in de Babad Tanah Jawi, een Javaans geschreven kroniek.
Een van de oorspronkelijk Soendanese volksverhalen gaat over Dewi Kadita van het Pajajaran Rijk op West-Java, die wanhopig de Zuiderzee (Indische Oceaan) zoekt nadat zij bewerkt is geworden door zwarte magie. Het verhaal gaat verder dat zij vertwijfeld in de woedende golven van de Indische Oceaan springt alwaar de geesten, demonen en duistere creaturen haar kronen tot de legendarische Godin der Zuiderzee.
Terwijl een andere Sundanese volksvertelling toont hoe Banyoe Bening (wat helder water betekent) de Koningin van het Djojo Koelon Rijk wordt, en, getroffen door melaatsheid, reist naar het Zuiden waar zij wordt opgenomen door een enorme golf en verdwijnt in de Zuiderzee (Indische Oceaan). Dit wordt gade geslagen door Noeng, haar toeverlaat en min die alles opschrijft in het zand.
Een nogal gecompliceerd verhaal gaat over de Ajar Cemara Tunggal (Adjar Tjemara Toenggal) die woont op de berg van Kombang in het Pajajaran Koninkrijk. Hij is een voorspellende priester die eigenlijk de hemelschone oudtante van Raden Joko Susuruh is. Zij vertelt hem om naar Oost-Java te reizen en een koninkrijk te stichten op de plek waar een maja-boom staat; er zal één vrucht groeien die heel erg bitter (pahit) smaakt, en op die manier kreeg het nieuwe koninkrijk de naam van Majapahit'. De waarzeggende priester (of priesteres) zou de stichter van Majapahit huwen om hem bij te staan in allerlei zaken, en elke nazaat in zijn lijn van de eerste graad ook huwen. Doch zij zou eerst de "spirit-koningin van het zuiden" worden die heersen zal over de spirits, demonen en elke duistere creatuur uit de Onderwereld. Door deze traditionele overlevering verkreeg de mythe over Nayi Loro Kidul een Soendanese, West-Javaanse oorsprong. Deze is bewerkt door Prof. Dr. J.J. Hans Ras.

## Specialiteit

### Sarang Burung
De Javaanse eetbare vogelnestjes heten Sarang Burung.
De sarang burung worden speciaal toegewijd aan Nyai Loro Kidul, wat al door Sultan Agung (1613-1645) in berichten vermeld werd. Vooral met de grootste plukoogst (meestal eind Augustus) is er een indrukwekkend schouwspel dat ter ere van Nyai Loro Kidul wordt gehouden om heil en zegen af te smeken voor de vogelnestplukkers. De wayang voorstellingen, de rituele Javaanse dansen en de meeslepende gamelan muziek duren dagen en nachtenlang en als deze voorstellingen beëindigd zijn worden er voorbereide offergaven op een plek in een klein gebouwtje of schuurtje neergelegd die al heel lang bekend is als het "Statie Bed van Nyai Loro Kidul". Dit is een imposante reliek van voorouderlijk geloof met een imposant bed dat is versierd vol praal en glitter, met prachtige zijden doeken (batik kains). Er staat een toiletspiegel met de nodige spulletjes voor opmaak dat naast het bed staat met groen gekleurde kussens, de lievelingskleur van de Godin.
Nyai Loro Kidul is namelijk de beschermgodin van de vogelnestplukkers van Zuid-Java. Zij wordt de "Heerseres over de Zuiderzee" genoemd, de Indische Oceaan en is tevens de Beschermvrouwe van elk product dat uit deze oceaan komt of langs de Zuidkust van Java voorkomt. Wanneer de rituelen niet goed zijn uitgevoerd zal zij een slachtoffer eisen die neer zal storten in de ziedende zeegolven. Daarom leven de mannen in de omhelzing van de Godin van de Indische Oceaan.

### Bedhaya Dans
Een schitterende dans die direct met Nyai Loro Kidul wordt betrokken, is de Bedhaya.
Deze sacrale hofdans wordt van oorsprong opgevoerd door 9 danseressen, die ooit 9 maagdelijke prinsessen waren. De allereerste uitvoering van deze hofdans is de Bedhaya Ketawang waarvan niemand meer weet hoe oud deze in werkelijkheid is. Volgens de overlevering heeft Panembahan Senapati Inggalaga 1584-1601, de stichter van het Mataram Rijk, deze ontworpen ter ere van zijn ontmoeting met de legendarische Zuidzee Godin. Hierbij werd een mythisch verbond gesloten tussen de aardse heerser van Java en de hemelse heerseres van de Indische Oceaan. De intieme relatie moest bezegeld worden in een soort huwelijk, waarvan de Bedhaya Ketawang het kunstzinnig symbool werd. De Zuidzee Godin verlangde zèlf deze dans en zou zich aangediend hebben bij de eerste lessen, gekleed en getooid als een Javaanse hemelschone bruid. Op de Kroningsdag (Jumenengan Dalam) van de Sunan en Sultan dansen 9 beeldschone jonge vrouwen hun hemelse dans en proberen verstrooiing te veroorzaken door hun trage bewegingen van ongekende schoonheid. Zij trekken zich terug met de heerser van het koninkrijk in het binnenste van de Kraton/Paleis, waar de Godin zich in een van de 9 danseressen zou manifesteren. Ook kan zij zich tonen door als een tiende schim mee te dansen, volgens de aanwezigen.

### Wijaya Kusuma Bloem
Beroemd geworden in de Javaanse legenden is de Wijaya Kusuma-bloem die voor elke buitenlander, en vooral voor de Europeanen, een heel lange tijd omhuld bleef in een geheimzinnige waas.
Ondanks de geheimzinnigheid omtrent de Bunga Wijaya Kusuma (de Wijåyå Kusumå of de Heilige Kroningsbloem) is deze bijzondere plant redelijk goed onderzocht door plantkundigen die daardoor de Wijaya Kusuma konden plaatsen in de wetenschap van de hortus botanicus of botanische tuin. Het betreft de Pisonia Sylvestris die tot de Bougainville soort hoort. Het is de lievelingsbloem van Nyai Loro Kidul, waardoor de Soesoehoenan van Surakarta deze bloem verlangt op de dag dat hij gekroond wordt tot vorst van Surakarta.
Talrijke edelen moeten zich daarvoor vanuit Cilacap begeven naar twee kleine rotseilandjes bij het bloemeneiland Nusa Kambangan in de Indische Oceaan. Op de top van de twee rotseilandjes (Bandong Lelaki en Bandong Perempuan) groeit de heestersoort die de Wijaya Kusuma bloem schenkt. De kolkende zeegolven die constant te pletter slaan rond de uit fijne kristallen koraalkalk bestaande rotseilandjes zal het de bloem-plukkers enorm moeilijk maken. Vandaar dat de Javaanse naam Wijajaya Kusuma met recht aan deze bloem werd gegeven (wi = beschaafd, jaya = moedig, kusuma = bloem of van hoge komaf ).
Wanneer de Sunan een droom zou verkrijgen over deze bloem, was het de tijd om de bloem te gaan zoeken en te plukken. Van de bladeren wordt een soort rujak (groentengerecht) gemaakt, en de verwachte zoon zou dan worden zoals de betekenis van de Wijaya Kusuma en wel beschaafd, edel, moedig en van hoge komaf. Dat de bloemplukkers niet zomaar zo'n steil uit de roerige zeemassa stijgend eilandje konden beklimmen wordt in legendarische overleveringen in herinnering gehouden. Vandaar dat de bloemenpluk uitgevoerd wordt met een zo kalm mogelijke zee en rustig weer. Nyai Loro Kidul zou anders vertoornd worden ondanks alle rituele ceremoniën.

## De Hollanders en hun Javaanse erfenis
Het is wereldwijd bekend dat Indonesië een koloniaal verleden had dat gedomineerd werd door de Hollanders. In diezelfde tijd werden de mythen en legenden over Nyai Loro Kidul geliefd bij de lokale bevolking over geheel Java. Ook de verspreiding van de Islam bereikte Indonesië, allereerst door islamitische kooplieden en handelaren en later door de islamitische Arabieren, Chinezen, Indiase en Maleise inwoners die naar Java trokken. Een eerste bewijs van de aanwezigheid van Indonesische Moslims is te vinden in het noordelijk deel van Sumatra dat dateert van 1297 AD.
Wanneer de islam exact aangenomen werd in de gemeenschappen van de noordelijke kust van Java is niet zeker. Islamitische handelaren hadden zich al gevestigd in verscheidene Javaanse regio, waar zij trouwden en de lokale levensstijlen overnamen, incluis de traditionele gebruiken. Het is wel zeker dat de zg. Wali Sanga (de negen Wali apostelen) de "brengers van de mystiek" waren op Java; zij heetten de mystieke leraren, die hun vermoedelijk bovennatuurlijke krachten tentoon spreidden, en de personen leken om hun mystiek-religieuze ideeën in de Javaanse hofkringen te brengen. Zij moeten bekend zijn geweest met de mystieke speculaties van zowel het Hindoeïsme en het Boeddhisme, als van de Nyai Loro Kidul.
De term wali die aan alle leraren werd gegeven(wat "heilig" betekent)is van Javaanse origine. Sunan Kalijaga is de meest populaire Wali Sanga geweest, die eveneens intens betrokken werd met Nyai Loro Kidul vanwege zijn water-aspect (aan het strand van Pemancingan, Noord-Java, kali betekent rivier). Panembahan Senopati Ingalaga (1584-1601), stichter van het tweede Mataram Rijk, zoekt de hulp van de Godin der Zuidzerzee (Kangjeng Ratu Kidul of Nyai Loro Kidul) te Pemancinang, Zuid-Java. Zij zou de speciale en bijzondere beschermvrouwe van het Mataram Huis worden. Dat Senopati zijn vertrouwen zowel aan Sunan Kalijaga als Nyai Loro Kidul schenkt (vernoemd in de kronieken), mag men beschouwen als een bijkomstige tegenstelling die de Mataram Dynastie kenmerkte van de invloed van zowel Islamitische als inheemse Javaanse overtuigingen.
Alle Nederlandse berichtgevingen, nieuwsberichten en vermeldingen zijn verzameld, meegenomen en uiteindelijk terechtgekomen bij het KITLV (Koninklijk Instituut voor Taal-, Land- en Volkenkunde), Leiden. Deze bevatten ook de meest oorspronkelijke berichten over de Javaanse Godin, die door de Nederlandse kolonialen werden meegevoerd en van onschatbare waarde zijn. Zelfs Indonesische studenten komen naar het KITLV, om meer te weten te komen over hun eigen achtergrond, maar ook over de scripts die de naam Nyai Loro Kidul verhullen.
Het is duidelijk, dat de Javaanse erfenis van scripts, boeken en geschreven berichten in onderzoeken en studies een Nederlandse bewaarplek hebben gekregen en opgeborgen lijken op een veilige plek in het KITLV, Leiden. Terwijl alle Nederlandse berichtgevingen, nieuwsberichten en vermeldingen uit vroegere tijden de meest oorspronkelijke inhoud bevatten in deze collectie over het fenomeen Nyai Loro Kidul. En de nieuwe huidige onderzoeken en studies een welkome aanvulling zullen worden voor de fascinerende en interessante verhalen rond Nyai Loro Kidul.

## Bezienswaardigheden

### Pelabuhan Ratu

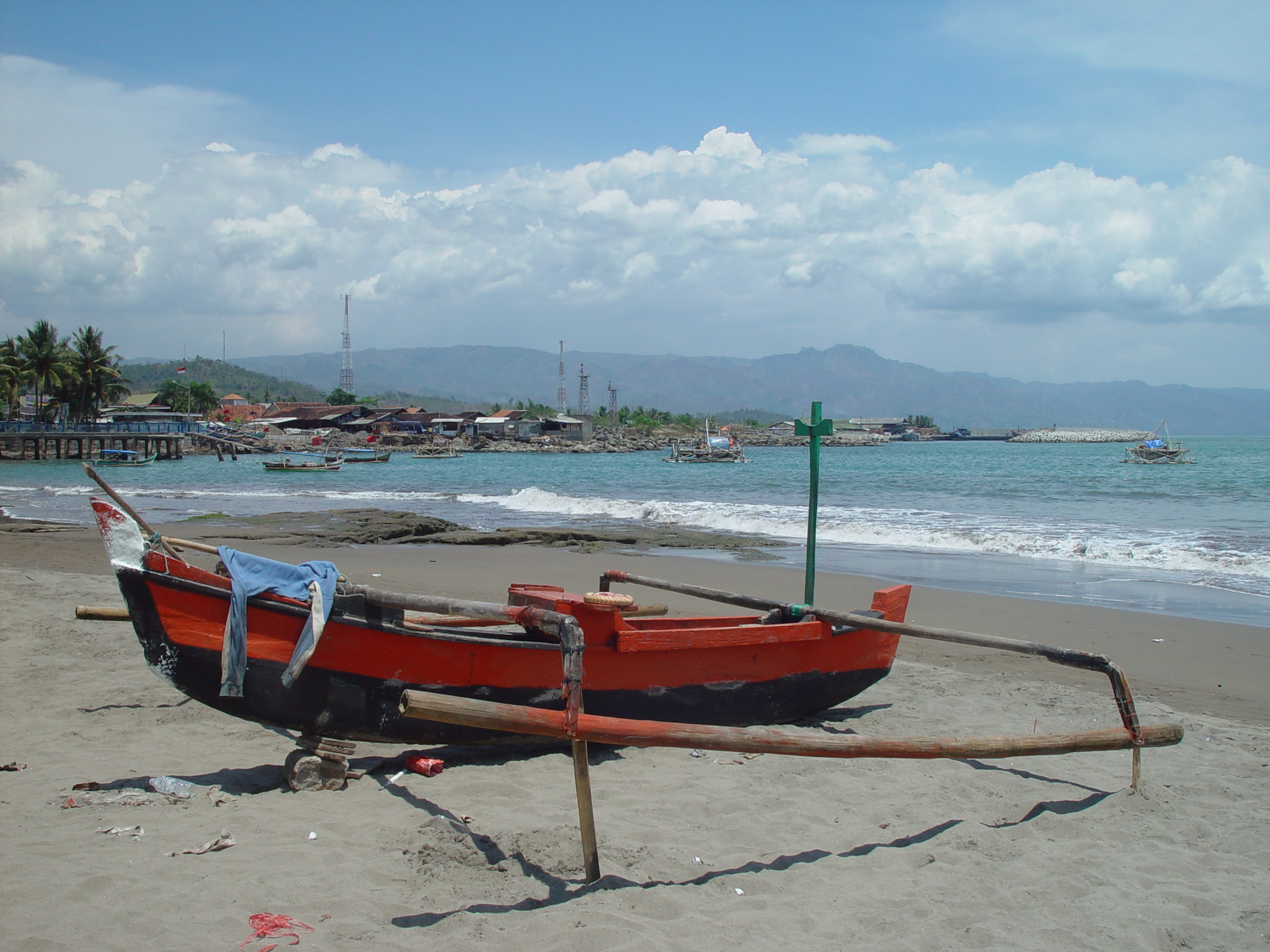
Vissersboot op het strand van Pelabuhan Ratu

Pelabuhan Ratu is een vissersplaats aan de Zuidkust van West-Java. Hier worden op speciale dagen ter ere van Nyai Loro Kidul festivals en evenementen gehouden zoals op 6 april. Deze gedenkwaardige dag voor de plaatselijke bevolking vieren zij met allerlei ceremoniële "offeringen". Zie ook Labuhan. Nyai Loro Kidul wordt eveneens geassocieerd met de Javaanse steden Parangtritis, Pangandaran, Karang Bolong, Ngliyep, Puger, Banyuwangi en vele dorpen en plekjes langs de gehele Zuidkust van Java. Hier heerst de traditie bij de lokale bevolking dat er nooit groen in de kleding of attributen mag voorkomen. Dit zou de woede van Nyai Loro Kidul opwekken, want groen is de geheiligde kleur die aan haar wordt toegewijd.

#### Hotel Samudra Beach
Het befaamde Samudra Beach Hotel, Pelabuhan Ratu West-Java, heeft op de derde etage een kamer (Kamar 308) die speciaal gereserveerd is voor Nyai Loro Kidul. De eerste president van Indonesië, Soekarno, is betrokken met de exacte plek van het hotel en het idee om het hotel te laten bouwen. Hij verkreeg zijn ingeving onder een Ketapang boom, waarvan de top of kruin precies het balkon van kamer 308 raakt. Mensen komen naar de kamer om te mediteren, te bidden, of allerlei zaken te vragen op materieel of spiritueel gebied.

### Midden-Java
In legendarische vertellingen wordt er over Nyai Loro Kiduls genegenheid verhaald voor Senopati en de beroemde Sultan Agung van het Mataram Rijk, Midden-Java. Tijdens hun bewind zou de rituele hofdans Bedhaya tot stand zijn gekomen die tot vandaag de dag nog wordt opgevoerd. Zij wordt geëerd door de Soesoehoenan van Solo/Surakarta en de sultans van Jogjakarta. Toen Sri Sultan Hamengkubuwono IX stierf op 3 Oktober 1988 meldde het Indonesische nieuwsblad Tempo, dat paleisbedienden haar gewaar werden en haar gezien hebben. Zij waren er zeker van dat de Zuidzee Koningin op eerbiedwaardige wijze afscheid kwam nemen van de gestorven heerser.